# Melipona merrillae
Melipona merrillae är en biart som beskrevs av Cockerell 1919. Melipona merrillae ingår i släktet Melipona och familjen långtungebin. Inga underarter finns listade i Catalogue of Life.